# Спанос, Николас
Николас Питер Спанос (1942 — 6 июня 1994) — американский социальный психолог. Доктор философии, профессор психологии и директор Лаборатории экспериментального гипноза в Карлтонском университете в Оттаве. Проводил многочисленные исследования, ставящие под сомнения общепринятое понимание гипноза, и пытался определить, что же при этом в действительности происходит.
Исследования Спаноса привели к современному толкованию гипноза, как внушённого поведения, которое испытуемый или принимает и следует ему, или не принимает, а не как изменённого состояния сознания. Наряду с этим, Спанос проводил исследования на тему диссоциативного расстройства личности, в которых он заявил, что феномен множественных личностей не является продуктом травмы, а основан на нормах социального поведения.

## Биография
Получил степень бакалавра гуманитарных наук, а также степень доктора философии в Бостонском университете. До того как поступить на работу в Карлтонский университет на Кафедру психологии в 1975 году, он практиковал в Медфилдском государственном госпитале, а также при Бостонской Ассоциации психологов. Во время своей работы в университете Спанос написал 183 статьи для журналов и 19 глав для учебников. Также он писал для журнала «Skeptical Inquirer». За это время он внёс свой вклад во множество различных исследований, одно из которых выдвигало идею, что гипноз не является состоянием наподобие транса. Другое же имело отношение к диссоциативному расстройству личности и пыталось объяснить, почему некоторые люди имеют множественные личности. Посредством этих исследований Спанос, по мнению большинства психологов, использовал альтернативный подход к интерпретации этих двух феноменов. Так, психологи Джон Чавес и Билл Джонс отметили, что, по мнению Спаноса, в гипнозе и диссоциативном расстройстве личности «создаются социальные конструкции, контролируемые правилами поведения, легитимизируются и поддерживаются посредством социального взаимодействия».

## Гипноз — это не изменённое состояние сознания
Спанос предположил, что поведение во время гипноза и ассоциированный с этим опыт разыгрываются в соответствии с социальным контекстом и ожиданиями гипнотизёра, а также установками самой личности, подвергающейся гипнозу, даже если это поведение иногда осознаётся этой личностью как непроизвольное. Он постоянно и настойчиво исследовал проблематику этой темы и на примере 250 экспериментальных исследований продемонстрировал, что на действия под гипнозом сильно влияет то, как оцениваются и определяются окружение и сама ситуация, в которой эти действия происходят, а также их когнитивная интерпретация гипнотизируемой личностью. Спанос не соглашался с мнением Хилгарда (и других) о том, что гипноз — это изменённое состояние сознания или «специальное» диссоциативное состояние. Он работал над этой теорией на протяжении более тридцати лет, сначала в Медфилдском учреждении с Теодором Барбером, Джоном Чавесом и другими, а позже — в Карлтонском Университете в Канаде. Он утверждал, что многие действия под гипнозом могут быть легко объяснены с помощью социальной психологии и предположениями когнитивного характера.
Спанос утверждал, что существуют две причины, по которым люди неправильно истолковывают такое своё состояние сознания как гипноз. Одна заключается в том, что люди верят во внешнюю причину их действий, а не во внутреннюю. Вторая относится к способу проведения ритуалов гипноза. Гипнотизёр просит совершить определённые действия, выполнение которых сначала интерпретируются гипнотизируемым, как добровольное, а позже, в процессе работы, как непроизвольное. Например, говорится «расслабьте мышцы ваших ног», а затем, позже «ваши ноги слабые и тяжёлые».
Спанос настаивал, что гипнотизёр обращается к человеку с двумя взаимосвязанными просьбами. Первая — это прямо попросить субъект сделать что-то, а суть второй просьбы такова, чтобы субъект рассмотрел её, как навязанную. Некоторые гипнотизируемые выполняют первую просьбу и понимают, что выполнили задание добровольно, в то время, как другие вообще не откликаются на просьбу. Но всё же некоторые выполняют обе просьбы и таким образом, рассматриваются, как хорошо подвергающиеся гипнозу.
В другом исследовании Спанос продемонстрировал, что люди в гипнотическом состоянии поступают так, как они должны, по их пониманию, поступать во время сеанса гипноза. Исследование было проведено над двумя группами людей. Одной группе была прочитана лекция, которая включала в себя информацию о том, в какой степени навязанной была неподвижность руки во время сеанса гипноза, а второй группе лекция прочитана не была. Когда обе группы были подвержены гипнозу, группа, прослушавшая лекцию, как раз и демонстрировала неподвижность руки. Второе исследование Спаноса было связано с изучением эффекта отсутствия чувствительности к боли у людей, подверженных действию гипноза, и на кого гипноз воздействует отрицательно. Исследование предполагало эксперимент на двух группах людей и единственным различием между этими группами было то, что лишь одной сказали о планируемом сеансе гипноза. Каждого участника попросили положить свою руку в ведро со льдом и держать там как можно дольше. После того как они вынули руку из ведра, их спросили, насколько сильно они ощущают боль. Пока гипноз не проводился, те испытуемые, которые его ожидали, испытывали гораздо большую степень боли, нежели те, кто гипнотического воздействия не ждал. Далее, все участники были «загипнотизированы» и их опять попросили положить руку в ведро со льдом. Люди, которые не ожидали гипноза, испытывали примерно ту же боль, что и в опыте с ними же, но без гипноза. Те же, кто ожидал гипнотическое воздействие, испытывали гораздо меньшую боль, чем, в их случае без гипноза. Спанос настаивал, что причина, по которой это произошло, заключается в желании людей, чтобы их рассматривали, как хорошо подвергающихся гипнозу. Результаты исследований Спаноса внесли свой вклад в отношение многих психологов к тому, что такого понятия, как «состояние гипноза» не существует вовсе, а поведение испытуемых было в действительности обусловлено их «высокой мотивированностью».

## Диссоциативное расстройство личности
Спанос внёс свой вклад и в изучение диссоциативного расстройства личности (ранее известного, как синдром множественной личности), предложив свою социокогнитивную модель. Он предположил, что проявление синдрома множественной личности — это социальная роль, основанная на существующих нормах культуры. Согласно Спаносу, гипноз, одержимость духами и синдром множественной личности — схожие феномены, представляющие собой социально контролируемое поведение, нежели специальное диссоциативное состояние или состояние транса. Как и другие социальные паттерны поведения, они познаются и изучаются посредством наблюдения и взаимодействия в рамках культуры и социального поведения. Некоторые поддержали социокогнитивное толкование диссоциативного расстройства личности, однако, другие исследователи не разделяют эту точку зрения и по-прежнему считают, что множественные личности — это результат тяжёлой травмы.